# Zelandotipula daedalus
Zelandotipula daedalus is een tweevleugelige uit de familie langpootmuggen (Tipulidae). De soort komt voor in het Neotropisch gebied.